# Meta Vidmar
Metoda (Meta) Vidmar, slovenska plesna umetnica in pedagoginja, * 15. maj 1899, Ljubljana, † 1. november 1975, Ljubljana.
Meta se je rodila Josipini in Josipu Vidmarju. Je mlajša sestra Milana, Staneta, Josipa in Cirila.

## Življenje in delo
Meta je po končanem liceju v Ljubljani študirala klavir na konservatoriju v Pragi (1920) in nato obiskovala plesno šolo E. Dalcroza (Hellerau pri Dresdenu) in šolo moderne plesne umetnosti pri M. Wigmanovi v Dresdenu. V Ljubljani je pred vojno in po njej vodila samostojno plesno šolo, v kateri so se učile številne slovenske plesalke. 